# A Better Place (Silverstein)
A Better Place è un singolo promozionale dei Silverstein, pubblicato il 18 ottobre 2013 come terzo estratto dall'album This Is How the Wind Shifts, uscito lo stesso anno nel mese di febbraio.
La canzone, seguendo lo schema dell'album, è in coppia con To Live and to Lose.

## Testo
Come suggerisce anche il titolo ("un posto migliore", perifrasi per indicare l'aldilà), il tema della canzone è quello della morte dei propri cari, e tocca anche quello di cosa ci sia dopo la vita e il rimorso e le colpe che attanagliano immeritatamente le persone quando viene a mancarne una cui volevano bene. Il protagonista conosce una ragazza che gli fa scoprire un modo completamente nuovo di vivere la vita divertendosi, ma disgraziatamente lei muore e lui è preso dalla disperazione (I can't be spoken for anymore). In To Live and to Lose la protagonista è la ragazza stessa che racconta la storia dal suo punto di vista.

## Video
Il video per la canzone è stato diretto dal gruppo Vulture Culture, che aveva già diretto quello per Massachusetts. L'anteprima del video è stata ospitata dal sito Absolutepunk il 18 ottobre 2013. Il video si apre con l'inquadratura dinamica dal basso di un uomo in giacca e cravatta che corre disperatamente. Quando si allarga il campo dell'inquadratura, scopriamo che la scena si sta svolgendo di notte in un parcheggio deserto, e il protagonista corre perché inseguito da un furgone. Nel mentre, immagini proiettate su strade e palazzi mostrano i membri dei Silverstein -anch'essi in giacca e cravatta- che cantano e suonano la canzone. Il protagonista riesce a sfuggire al furgone scavalcando un guard-rail, ma appena si trova sull'altro lato della strada un altro furgone, uguale al primo, accende i propri fari e l'uomo si trova nuovamente a dover scappare. Dopo quest'altra corsa, il protagonista si accascia a terra, sfinito, e pronto ad arrendersi al suo destino di essere investito. Qui però anche il furgone si ferma, ed apre una portiera per invitare l'uomo ad entrare. Il protagonista entra e comincia a guidare il furgone seguendo apparentemente delle strade già predestinate. A un certo punto il protagonista effettua una brusca frenata perché si accorge che c'è un uomo sulla carreggiata. Avvicinandosi, si scopre che l'uomo non è altri che sé stesso, e ricomincia la scena dell'inseguimento nel parcheggio, con il video che si chiude come era iniziato sull'inquadratura dal basso del personaggio.
Il chitarrista Paul Marc Rousseau in un'intervista ha poi cercato di spiegare il significato che lui attribuisce al video, dicendo che la persona "fugge dalle cose che la riguardano e da sé stessa; a volte siamo noi stessi a crearci i problemi".

## Formazione
- Shane Told - voce
- Josh Bradford - chitarra elettrica
- Paul Marc Rousseau - chitarra elettrica
- Paul Koehler - batteria
- Billy Hamilton - basso

### Personale aggiuntivo
- Jordan Valeriote - produzione, ingegneria e mixaggio
- Paul Dickinson - Tecnico della batteria
- Troy Glessner - Masterizzazione presso Spectre Mastering